# William Warnock (Diplomat)

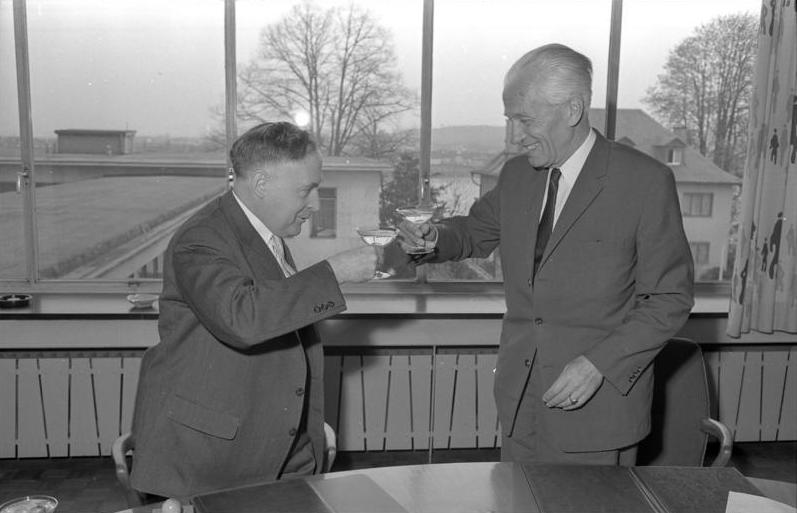
Von links: William Warnock mit Walther Hess beim Abschluss des Handelsabkommens vom 6. April 1961

William Warnock (* 22. September 1911; † 1986) war ein irischer Botschafter.

## Leben
William Warnock besuchte das Trinity College in Dublin.
Er heiratete Dorothy Murray, sie hatten zwei Töchter und zwei Söhne.
1935 trat er in den auswärtigen Dienst.
Von 1938 bis Februar 1944 war er Gesandtschaftssekretär erster Klasse in Berlin, wo er ab August 1939 Geschäftsträger war. Die irische Verfassung von 1937 hatte Merkmale eines Dominion und einer Republik, der britische König hatte Aufgaben in der Außenpolitik, zu diesen gehörte die Ernennung von Gesandten. Im Fall des Deutschen Reichs ernannte Georg VI. (Vereinigtes Königreich) keinen Gesandten, und so blieb William Warnock Geschäftsträger.
Paul Léopoldovitch Léon (* 1893; † 4. April 1942) wurde beim Versuch Unterlagen aus der Wohnung von James Joyce in Paris in Verwahrung zu nehmen von der Gestapo verhaftet. Am 5. November 1940 wies die Regierung Éamon de Valera William Warnock an, dass falls Gefahr für Léon bestünde, er beim deutschen Außenministerium für ihn intervenieren möge. William Warnock erwiderte am 8. November 1940, dass Gefahr bestünde, falls er intervenieren würde, dass dies als Einmischung in die internen Angelegenheiten des Deutschen Reichs betrachtet werden könnte, da keine irischen Staatsbürger betroffen seien, und dies Auswirkungen auf die guten Beziehungen haben könnte. Die Regierung in Dublin stimmte zu, dass nichts unternommen wurde, und Léon wurde 1942 von den Behörden des Deutschen Reichs erschossen.
Von Februar 1944 bis 1947 wurde Warnock in Dublin beschäftigt.
Von 1947 bis 1950 war er Geschäftsträger in Stockholm.
Von 3. Februar 1950  bis 22. Oktober 1954 war er außerordentlicher Gesandter und Ministre plénipotentiaire in Bern und gleichzeitig in Wien akkreditiert.
Von 1954 bis Oktober 1956 war er Staatssekretär im Außenministerium.
Von Oktober 1956 bis 4. Mai 1962 leitete er die irische Mission in Bonn, wo er 1959 zum Botschafter ernannt wurde.
Von 4. Mai 1962 bis 1963 war er Botschafter in Bern und gleichzeitig in Wien akkreditiert.
Von 1964 bis 1967 war er Botschafter am 55, Sundar Nagar, Neu-Delhi.
Von 1967 bis 17. März 1970 war er Botschafter in Ottawa.
Am 27. Februar 1970 wurde er zum Botschafter in Washington, D.C. ernannt, wo er vom 17. März 1970 bis 24. August  1973 akkreditiert war.
Von 5. Oktober 1973 bis 23. September 1976 war er Botschafter in Bern. 1974 nahmen die Regierungen von Liam Cosgrave und Jitzchak Rabin diplomatische Beziehungen auf und William Warnock wurde 1975 mit Sitz in Bern auch in Jerusalem als Botschafter akkreditiert.
| Vorgänger            | Amt                                                                                  | Nachfolger                     |
| -------------------- | ------------------------------------------------------------------------------------ | ------------------------------ |
| Charles Bewley       | irischer Geschäftsträger in Berlin 1939–1944                                         | Cornelius Christopher Cremin . |
| Frank T. Cremins     | irischer außerordentlicher Gesandter und Ministre plénipotentiaire in Bern 1950–1954 | Hugh James McCann .            |
| Thomas J. Kiernan    | Leiter der irischen Mission in Bonn 1956–1962                                        | Brian Gallagher .              |
| Timothy Joseph Horan | irischer Botschafter in Bern 1962–1964                                               | Séan Morrissey .               |
| —                    | irischer Botschafter in Neu-Delhi 1964–1967                                          | Valentin Iremonger .           |
| John Aloysius Belton | irischer Botschafter in Ottawa 1964–1967                                             | Joseph Shields                 |
| William P. Fay       | irischer Botschafter in Washington, D. C. 1970–1973                                  | Seán Ó hÉideáin .              |
| Frank Biggar         | irischer Botschafter in Bern 1973–1976                                               | Brendan T. Nolan .             |
| —                    | irischer Botschafter in Tel Aviv 1975–1976                                           | Brendan T. Nolan               |